# Chrysis rasnitsyni
Chrysis rasnitsyni (лат.) — вид ос-блестянок рода Chrysis из подсемейства Chrysidinae (Chrysididae). Африка. Назван в честь профессора Александра Павловича Расницына.

## Распространение
Афротропика: ЦАР, Кот-д’Ивуар, Сенегал.

## Описание
Мелкие осы-блестянки (длина тела 4,5 мм). Голова металлически-зелёная со слабыми золотистыми отблесками; переднеспинка сверху синяя, спереди и сбоку зелёная; мезонотум от красного до оранжевого, заднеспинка и проподеум зелёные; среднеспинка и заднеспинка с крупными, срединными, продольными, синими линиями; брюшко пурпурное с зелёным или синим задним краем каждого тергита, включая апикальный край третьего тергита; скапус усика и педицель зелёные; жгутики тёмно-коричневые; тегулы зелёный металлик; крылья прозрачные со светло-коричневыми нервюрами; ноги зелёные, средние и задние ноги с внешней стороны красные; стерниты металлически-зелёные.
Этот вид отличается от других представителей видовой группы Chrysis leachii по нескольким диагностическим признакам: уникальная окраска тела, с синей средней линией от мезоскутума до скутеллюма и пурпурной метасомы; крупные, глубокие и плотные пунктуры-точки на голове и мезосоме; апикальный край третьего тергита метасомы треугольный, с заостренным срединным зубцом; ямки глубокие и удлиненные.

## Таксономия и этимология
Вид Chrysis rasnitsyni был впервые описан в 2021 году итальянско-бельгийским гименоптерологом Паоло Роза (Laboratory of Zoology, Instituteof Biosciences, University of Mons, Mons, Бельгия) по типовому материалу из Африки, в том числе по голотипу, собранному Вальтером Линсенмайером в 1980 году в Кот-д'Ивуаре. Видовое название дано в честь палеоэнтомолога Александра Павловича Расницына (Палеонтологический институт РАН, Москва), за его крупный вклад в изучение перепончатокрылых насекомых и по случаю его 85-летия.